# Fastpoholmen

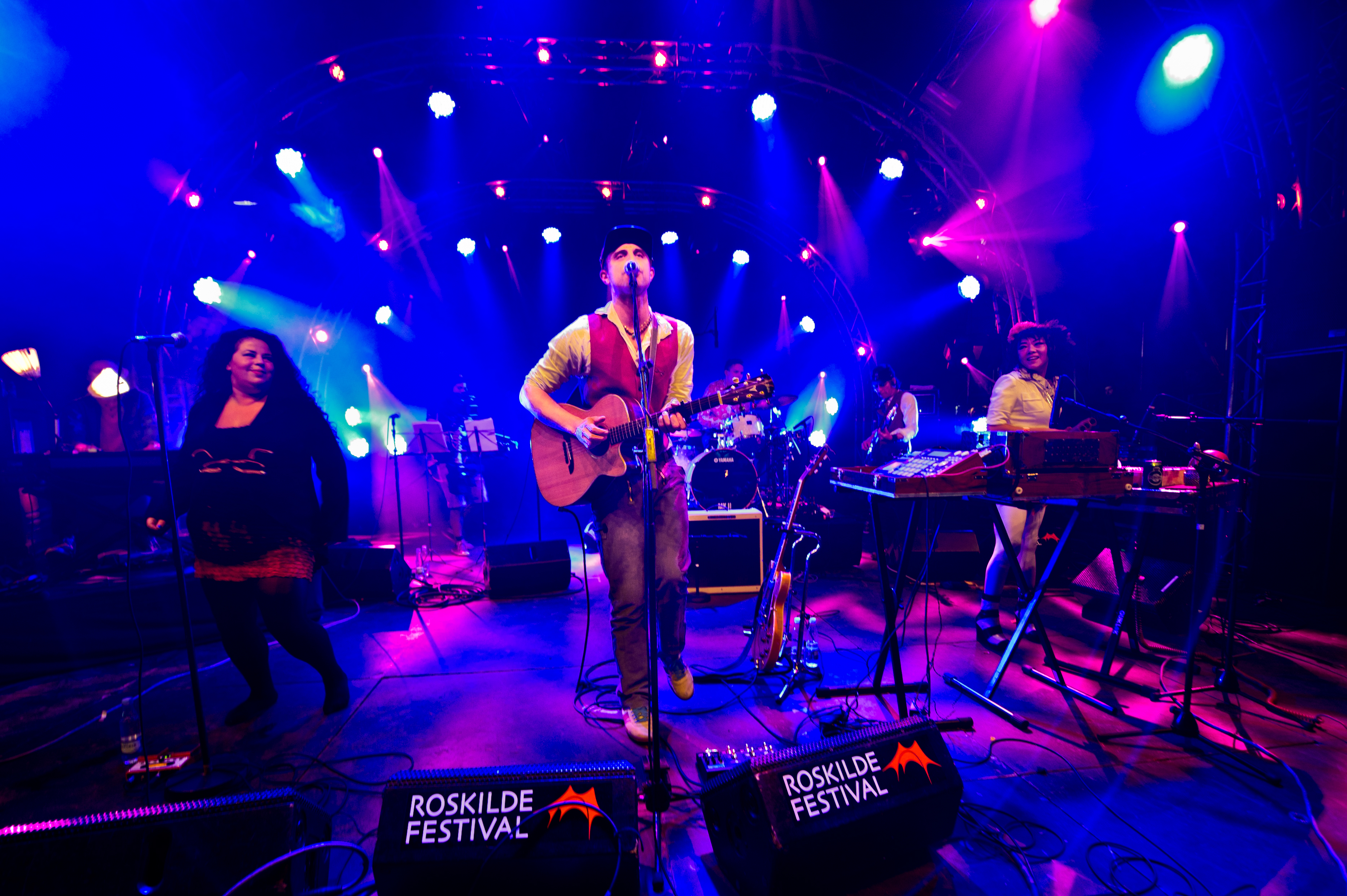
Fastpoholmen - Roskilde Festival 2011

Fastpoholmen är ett svensk/danskt band skapat av Adam Fastholm med hjälp från sin kusin Dawn Fastholm. De är verksamma i Öresundsområdet och spelar "skogsreggae" där de sjunger på svenska. Bandet har spelat på flera stora scener i både Sverige och Danmark, och har utgivit de bägge albumen "En Stund" och "Andas In" på Free Kids Records. 
Genom det nya skivbolaget Free Kids Records utgav Fastpoholmen sitt debutalbum "En Stund" i juni 2010. Albumet mottog goda recensioner från kritikerna och sången "Himlen" gick sedan vidare till att ligga etta på listan i det danska radioprogrammet "Det Elektriske Barometer" i tio veckor i sträck under hösten 2010. 
I juni 2012 släpptes även detta album i Sverige. Sångaren Adam har själv spelat in flera av de exotiska instrument som man kan höra på debutalbumet "En Stund". På albumet har man också fått hjälp från flera andra musiker bland annat Jivin Cameron på bas, på blåsinstrument Anders Banke, Kasper Tranbjerg och Jacob Munk, trumslagarna Kenneth Metcalf och Malthe Haugaard samt pianisten Joe Sandøe.
I mars 2013 släpptes Fastpoholmens andra album "Andas In" med singlarna "Över", "Tron" och "Springer" på CD och vinyl. Man släppte även musikvideor till både "Över" och "Tron". Även den här gången möttes deras album av positiva recensioner som visade på ett utvecklat sound. Den här gången släpptes albumet simultant i Sverige och Danmark. "Andas In" spelades in med den artistensemble som blivit Fastpoholmens permanenta uppställning i form av: Adam Fastholm, Dawn Fastholm, Thomas Fløe Nielsen (piano), Kristoffer Sidenius (trummor), Jay Habib (bas), Trine Trash (diverse), Kristian Rinck-Henriksen (trombon) och Anders Juhl Nielsen (trumpet).
Fastpoholmen har allt sedan debuten gjort flera framgångsrika spelningar i Danmark och Sverige, och sommaren 2011 uppträdde de på Roskildefestivalen, där de återigen fick väldigt bra respons från kritikerna . I Sverige har de bl.a. uppträtt på Malmöfestivalen, Öresundsfestivalen, Öland Roots 2015, Putte i Parken och 2014 spelade de även på Urkultsfestivalen.